# Баріцове луки
Баріцове луки (Baricovie lúky) —  пам'ятка природи в Словаччині; розташовується в окрузі Нове Место-над-Вагом — біля села Моравске Лєскове. Охоронна територія займає 2 га; заснована 1994 року. Предметом охорони є друге за величиною місце поширення півників злаколистих у  Білих Карпатах..